# 東海発電所
東海発電所（とうかいはつでんしょ）は、日本原子力発電株式会社（原電）が運営していた、日本初の商業用黒鉛炉かつ商業用原子力発電所。
炉型は英国製の黒鉛減速炭酸ガス冷却型原子炉（GCR）で、これに耐震強度の増強など、日本独自の改良を加えたものである。1998年3月31日に運転を終了し、原子炉解体プロジェクトが進められている。国内では商業用原子炉解体の実績が無く、同プロジェクトは日本初の商業用原子炉解体（廃炉作業）である。

## 歴史
1960年代、高度経済成長と共に日本の電力需要が高まり、エネルギーの活路を原子力発電に求めた。軽水炉の導入も検討されたが、当時まだ実績が十分では無かったため、世界初の商用発電炉である英国製の黒鉛減速ガス冷却炉（いわゆるコルダーホール型）をゼネラル・エレクトリック・カンパニー(英GEC)から輸入することになった。しかし、英国設計の炉心では、日本の地震に対する十分な耐震強度が得られないため、設計に改良を加える必要があった。炉心を構成しているのは、およそ1600tにも及ぶ黒鉛ブロック（減速材）で、英国製の黒鉛ブロックの断面は正四角形だった。そこで、関東大震災の3倍の震度に耐えられるように、黒鉛ブロックの断面を正六角形に改め、さらに凹凸でかみ合わせることにより耐震強度を向上させた。これには英国側の機密が多く、日本人の技術者らが東海発電所の原子炉理論を手に入れるまでには大変な苦労があった。その後、1960年1月に着工し、1965年5月4日に初めて臨界に到達。日本初の商業用原子炉となった。
その後27年間の営業運転を経て、1998年3月31日に営業運転を停止し、廃炉となった。設計寿命を残しての廃炉は、黒鉛炉特有の効率の悪さや発電力の小ささが理由である。隣に建つ100万kW級発電炉である東海第二発電所とほぼ同じ大きさの敷地を使いながら、この東海発電所の出力は16万kWでしかない。現在、日本初の商業用原子炉解体に向けたプロジェクトが進行するなど、その計画から現在にわたって日本の原子力発電の先駆けとして、データを蓄積している。

## 東海発電所
- 運営者：日本原子力発電株式会社
- 住所：茨城県那珂郡東海村白方1-1
- 炉型：黒鉛減速炭酸ガス冷却型原子炉
- 減速材：黒鉛
- 冷却材：炭酸ガス
- 冷却材出口温度：350℃
- 燃料：天然ウラン（約187t）
- 燃料棒：約16,000本
- 黒鉛ブロック：約3万個（1,600t）
- 熱交換器（蒸気発生器）：2台
東海発電所では蒸気発生器とは呼ばずに熱交換器と呼んでいた。
- タービン発電機：3,000rpm×2台
- 電気出力：16.6万kW
- 着工：1960年（昭和35年）1月16日
- 臨界到達：1965年（昭和40年）5月4日
- 運転開始：1966年（昭和41年）7月25日
- 運転終了：1998年（平成10年）3月31日

## 設置までの歴史
- 1957年（昭和32年）12月5日 - 日本原子力発電株式会社が茨城県東海村を発電所敷地候補地に決定
- 1959年（昭和34年）3月16日 - 東海発電所原子炉設置許可申請
- 1959年（昭和34年）12月14日 - 東海発電所原子炉設置許可
- 1959年（昭和34年）12月22日 - 東海発電所の購入契約を日本原子力発電株式会社と英国GEC社で締結
- 1960年（昭和35年）1月16日 - 東海発電所建設工事着工
- 1966年（昭和41年）7月25日 - 東海発電所営業運転開始

## 過去の主なトラブル
- 1971年7月15日 - 制御棒付属装置を交換中に作業員3人が被曝。遠隔作業で付属装置を交換中、装置が保管孔に収まらなかったため棒でつついて作業をしたもの。放射線量モニター装置の針が振り切れるとゼロを示す欠陥も加わった事故[1]。
- 1995年10月24日、制御棒駆動用ロープが切れ、制御棒1本が炉内に挿入。原子炉手動停止。国際原子力事象評価尺度（INES）レベル1[2]。

## 廃止措置工程表

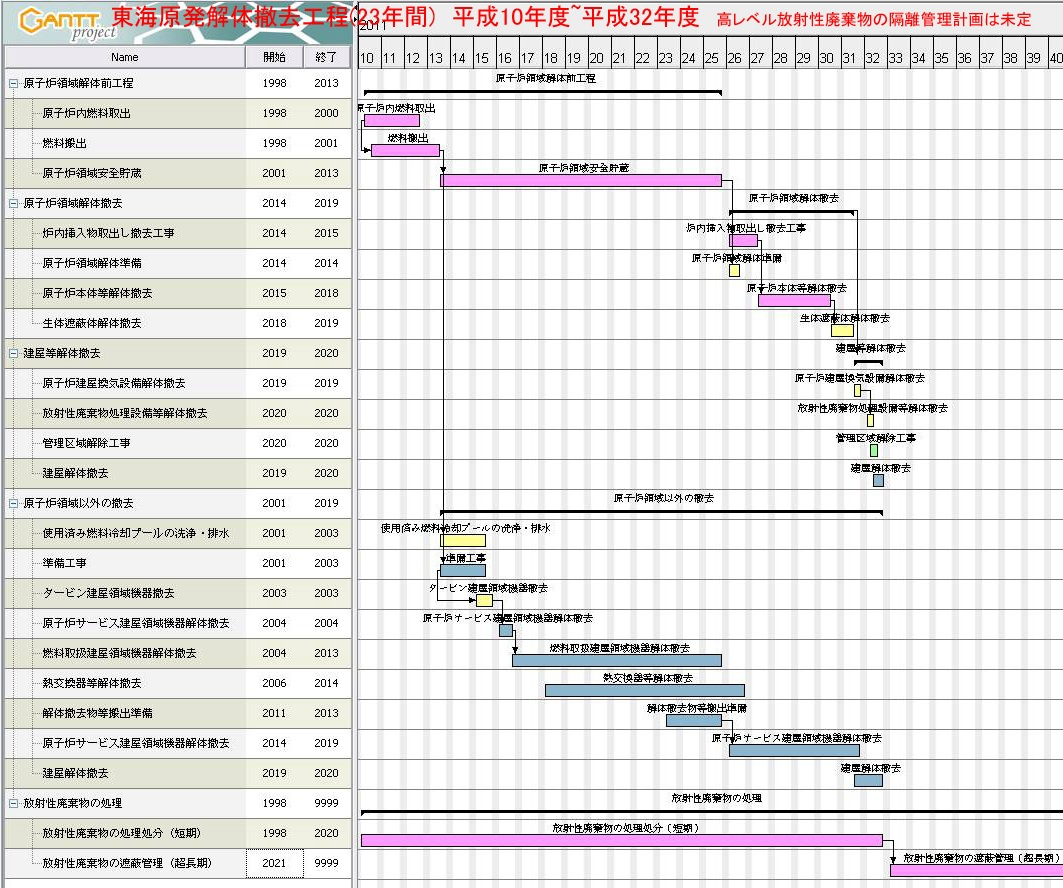
廃止措置工程表

日本原子力発電では以下のスケジュールで解体を進めており2020年（令和2年）に解体・撤去の23年間の工程を終了させる予定になっているが、2023年（令和5年）現在も工事が進められている。 
詳細は右のガントチャート(工程表)を参照。
- 原子炉領域解体前工程：1998年 - 2013年（16年間）
- 原子炉領域解体撤去：2014年 - 2019年（5.5年間）
- 原子炉建屋解体撤去：2019年 - 2020年（1.5年間）
- 原子炉領域以外の撤去：2001年 - 2020年（18.3年間）
- 放射性廃棄物の短期処理：1998年 - 2020年（23年間）

原発廃止後の高レベル放射性廃棄物の恒久処理・隔離・管理に関しては未定である。（何百・何千から数万年間）2020年 - 未定

### 現在までの廃止措置
- 1998年（平成10年）3月31日 - 営業運転終了
- 2001年（平成13年）3月 - 原子炉内の燃料搬出完了
- 2001年（平成13年）6月 - 建屋内の全ての燃料の搬出完了
- 2001年（平成13年）10月4日 - 解体計画書提出
- 2001年（平成13年）12月 - 解体作業開始、使用済み燃料冷却のプール洗浄
- 2003年（平成15年） - タービン建屋内の機器の撤去およびタービン発電機の解体
- 2004年（平成16年）11月 - 燃料取換機および建屋の解体開始（完了済）
- 2006年（平成18年）8月 - 熱交換器撤去工事開始
- 2012年（平成24年）8月 - 付属建屋内設備解体開始
- 2017年（平成29年）12月 - 付属建屋解体開始
- 2021年（令和3年） - 排気筒短尺化開始

### 今後の廃止措置計画
- 2019年 - 原子炉解体開始
- 2022年 - 冷却水スクリーン室解体

当初は2014年開始予定であったが、解体撤去物等搬出装置の導入の準備に時間を要しているため5年延長された。

## 登場作品
『合身戦隊メカンダーロボ』(1977年)
　第8話『叩け!オメガミサイル』で登場。地球人を滅ぼすには核爆発が最適というコンギスター軍団の見解により、架空の豊橋原子力発電所とともに原子炉と周辺機器を強奪された。原子炉は巨大ロボット(メカ獣)激突メカムカデラーに積み込まれ、東京駅で原子炉を起動し、攻撃用静止衛星から放たれるオメガミサイルにより東京を死の灰にするための作戦が行われた。
『ゴジラ2000 ミレニアム』（1999年）
原発周辺がゴジラと自衛隊の戦闘の舞台になり、大規模なロケが敢行された。
『ゴジラ×メガギラス G消滅作戦』（2000年）
1966年開業当時の原発が登場。操業を開始したばかりだったが12年ぶりに出現したゴジラによって破壊され、原発から発せられる放射能がゴジラ出現の原因という研究結果に基づき、以後日本政府は「ゴジラの攻撃目標となる」として原子力発電の永久放棄を行った。